# 真壁朝顕
真壁 朝顕（まかべ ちょうけん、1769年 - 1824年説あり）は、18世紀の沖縄の琉球王国の拳法「手（ティー）」の使い手。
1769年、琉球王国の首都・首里（現・那覇市首里）に生まれたと伝わる。父は琉球王族の真壁御殿（ウドゥン）三世、唐名向元輔（しょうげんほ）・真壁按司（アジ）朝義であり、朝顕はその四男として生まれた。真壁朝顕は、童名 (琉球諸島・奄美群島)を思次良といい、唐名は向文琳、称号は里之子親雲上であった。従って、正式名称は真壁里之子親雲上朝顕である。
真壁朝顕は幼少の頃より体格に恵まれ、15、6歳の頃には巨軀となり、腕力も人並み外れたものであったという。